# Doto doerga
Doto doerga är en snäckart som beskrevs av Ev. Marcus och Er. Marcus 1963. Doto doerga ingår i släktet Doto och familjen Dotoidae. Inga underarter finns listade i Catalogue of Life.